# Jordan Hicks
Jordan Hicks (geboren am 27. Juni 1992 in Colorado Springs, Colorado) ist ein ehemaliger US-amerikanischer American-Football-Spieler auf der Position des Linebackers. Er spielte College Football für die University of Texas at Austin. Von 2015 bis 2018 spielte Hicks in der National Football League (NFL) für die Philadelphia Eagles, mit denen er den Super Bowl LII gewann, anschließend war er für die Arizona Cardinals, die Minnesota Vikings und die Cleveland Browns, bei denen er seine Karriere 2025 beendete, aktiv.

## College
Hicks wurde in Colorado Springs, Colorado, geboren und lebte mit seiner Familie jeweils fünf Jahre in Indiana und South Carolina, bevor er im Alter von elf Jahren nach Ohio zog. Dort besuchte er die Lakota West High School in West Chester Township und spielte erfolgreich für das dortige Highschoolfootballteam. In der Saison 2009 gewann er den Butkus Award für die Highschool als bester Linebacker der Saison. Ab 2010 ging Hicks auf die University of Texas at Austin, um College Football für die Texas Longhorns zu spielen, nachdem er Stipendienangebote von zahlreichen renommierten College-Football-Programmen erhalten hatte. Nach einer Saison als Ergänzungsspieler und in den Special Teams kam Hicks 2011 in acht von 13 Spielen als Starter zum Einsatz. Die folgenden beiden Saisons endeten für Hicks jeweils aufgrund von Verletzungen frühzeitig. In der Saison 2012 verletzte er sich nach drei Spielen an der Hüfte und verpasste den Rest der Saison. Das Jahr wurde ihm als Medical Redshirt angerechnet, weswegen er ein zusätzliches Jahr Spielberechtigung am College erhielt. In der Spielzeit 2013 bedeutete ein Riss der linken Achillessehne nach vier Spielen das vorzeitige Saisonaus für Hicks. In seiner letzten Saison für Texas kam Hicks in allen 13 Spielen als Stammspieler auf der Position des Weakside Linebackers zum Einsatz und führte sein Team mit 147 Tackles an. Insgesamt bestritt Hicks 45 Spiele für die Longhorns, davon 28 als Starter.

## NFL
Hicks wurde im NFL Draft 2015 in der dritten Runde an 84. Stelle von den Philadelphia Eagles ausgewählt. Da die Eagles mit Kiko Alonso, Mychal Kendricks und DeMeco Ryans auf der Position des Linebackers bereits gut besetzt waren, sollte Hicks zunächst nur als Ergänzungsspieler fungieren. Dennoch spielte er bereits am zweiten Spieltag aufgrund von Verletzungen von Alonso und Kendricks eine Schlüsselrolle und konnte gegen die Dallas Cowboys einen Fumble erzwingen sowie einen Sack erzielen. Dabei verletzte Cowboys-Quarterback Tony Romo sich und fiel anschließend für mehrere Wochen aus. Hicks spielte in der nächsten Woche wiederum aufgrund verletzungsbedingter Ausfälle gegen die New York Jets von Beginn an und konnte auch in dieser Partie überzeugen, er erzielte zehn Tackles, eroberte einen Fumble und fing seine erste Interception in der NFL. Anschließend war er in vier der folgenden fünf Spiele Starter. Am neunten Spieltag konnte Hicks beim Sieg über die Dallas Cowboys im vierten Viertel beim Stand von 14:14 einen Pass von Matt Cassel abfangen und in die gegnerische Endzone zu einem Touchdown laufen. Allerdings zog er sich in diesem Spiel eine Brustmuskelverletzung zu, wegen der er für den Rest der Saison ausfiel. Mit 50 Tackles führte er zu diesem Zeitpunkt sein Team in jener Statistik an, zudem verzeichnete er einen Sacks, drei abgewehrte Pässe, zwei Interceptions und einen erzwungenen Fumble.
In der Saison 2016 übernahm Hicks nach der Entlassung und dem anschließenden Karriereende von DeMeco Ryans dessen Position als Middle Linebacker in der Stammformation. Er bestritt alle 16 Partien von Beginn an und erzielte 85 Tackles, fünf Interceptions und einen Sack. Am siebten Spieltag der Saison 2017 riss Hicks sich bei der Partie gegen die Washington Redskins die Achillessehne und musste daher zum zweiten Mal die Saison vorzeitig beenden. Damit verpasste er Einzug in den Super Bowl LII, den die Eagles mit 41:33 gegen die New England Patriots gewannen. In der Saison 2018 musste Hicks aufgrund einer Wadenverletzung vier Spiele aussetzen. In zwölf Spielen als Stammspieler kam er auf 91 Tackles, drei Sacks, fünf verhinderte Pässe und einen erzwungenen Fumble.
Im März 2019 unterschrieb Hicks einen Vierjahresvertrag im Wert von 36 Millionen US-Dollar, davon 20 Millionen garantiert, bei den Arizona Cardinals. Dort war er von Beginn an Stammspieler, in seiner ersten Spielzeit in Arizona setzte Hicks 150 Tackles, fing drei Interceptions und wehrte sechs Pässe ab. In seinem zweiten Jahr für die Cardinals erzielte er 118 Tackles, eine Interception und konnte sechs Pässe verhindern. Im Frühjahr 2021 forderte Hicks von den Cardinals, ihn per Trade an ein anderes Team abzugeben, nachdem er infolge der Auswahl von Zaven Collins in der ersten Runde des Draft 2021 sowie der Auswahl von Isaiah Simmons im Vorjahr, ebenfalls in der ersten Runde, seinen Platz in der Stammformation verlieren hatte sollen. Letztlich konnte Hicks seinen Stammplatz in der Saisonvorbereitung gegenüber Collins verteidigen und bestritt alle 17 Spiele von Beginn an. Am 13. Spieltag wurde als NFC Defensive Player of the Week ausgezeichnet, als er gegen die Chicago Bears 13 Tackles und zwei Sacks erzielte. Insgesamt kam er auf 116 Tackles, vier Sacks und fünf verteidigte Pässe. Am 9. März 2022 wurde er dann vor dem Start der Saison 2022 von den Cardinals entlassen.
Daraufhin wurde er am 15. März 2022 für zwei Jahre von den Minnesota Vikings unter Vertrag genommen. Bei den Vikings übernahm Hicks die nach dem Abgang von Anthony Barr vakant gewordene Rolle in der Startaufstellung neben Eric Kendricks. In der Saison 2023 wurde Hicks, der sich mit den Vikings auf einen umstrukturierten Einjahresvertrag geeignigt hatte, nach dem Abgang des Routiniers Kendricks Spielführer der Defense der Vikings. Am sechsten Spieltag der Saison 2023 wurde er als NFC Defensive Player of the Week ausgezeichnet. Beim 19:13-Sieg gegen die Chicago Bears konnte Hicks zehn Tackles setzen, einen Pass abwehren, eine Interception fangen und einen Fumble-Return-Touchdown erzielen. Im November erlitt Hicks bei der Partie gegen die New Orleans Saints eine Schienbeinprellung, die ein Kompartmentsyndrom zur Folge hatte. Daher fiel er für vier Wochen aus, bevor er für die letzten drei Spiele in die Startaufstellung zurückkehrte.
Nach seinem Vertragsende in Minnesota schloss Hicks sich im März 2024 den Cleveland Browns an. Im Juli 2025 gab Hicks sein Karriereende bekannt.

### NFL-Statistiken
| Saison                             | Saison | Spiele | Spiele      | Tackles | Tackles | Tackles | Tackles | Interceptions | Interceptions | Interceptions | Interceptions | Interceptions | Fumbles | Fumbles | Fumbles |
| Jahr                               | Team   | Spiele | als Starter | Gesamt  | Solo    | Ast     | Sacks   | PD            | INT           | Yds           | Lng           | TD            | FF      | FR      | TD      |
| ---------------------------------- | ------ | ------ | ----------- | ------- | ------- | ------- | ------- | ------------- | ------------- | ------------- | ------------- | ------------- | ------- | ------- | ------- |
| 2015                               | PHI    | 8      | 5           | 50      | 43      | 7       | 1,0     | 3             | 2             | 67            | 67            | 1             | 1       | 3       | 0       |
| 2016                               | PHI    | 16     | 16          | 85      | 58      | 27      | 1,0     | 11            | 5             | 41            | 34            | 0             | 0       | 1       | 0       |
| 2017                               | PHI    | 7      | 7           | 28      | 19      | 9       | 0,0     | 0             | 0             | 0             | 0             | 0             | 0       | 1       | 0       |
| 2018                               | PHI    | 12     | 12          | 91      | 61      | 30      | 3,0     | 5             | 0             | 0             | 0             | 0             | 0       | 1       | 0       |
| 2019                               | ARI    | 16     | 16          | 150     | 93      | 57      | 1,5     | 6             | 3             | 64            | 48            | 0             | 2       | 1       | 0       |
| 2020                               | ARI    | 16     | 16          | 118     | 78      | 40      | 0,0     | 4             | 1             | 6             | 6             | 0             | 0       | 0       | 0       |
| 2021                               | ARI    | 17     | 17          | 116     | 75      | 41      | 4,0     | 5             | 0             | 0             | 0             | 0             | 1       | 2       | 0       |
| 2022                               | MIN    | 17     | 17          | 129     | 86      | 43      | 3,0     | 10            | 1             | 19            | 19            | 0             | 1       | 0       | 0       |
| 2023                               | MIN    | 13     | 13          | 107     | 61      | 46      | 1,0     | 5             | 1             | 9             | 9             | 0             | 1       | 2       | 1       |
| 2024                               | CLE    | 12     | 12          | 78      | 40      | 38      | 2,0     | 4             | 0             | 0             | 0             | 0             | 0       | 0       | 0       |
| Gesamt                             | Gesamt | 134    | 131         | 952     | 614     | 338     | 16,5    | 53            | 13            | 206           | 67            | 1             | 6       | 11      | 1       |
| Quelle: pro-football-reference.com |        |        |             |         |         |         |         |               |               |               |               |               |         |         |         |